# Börtsök Samu

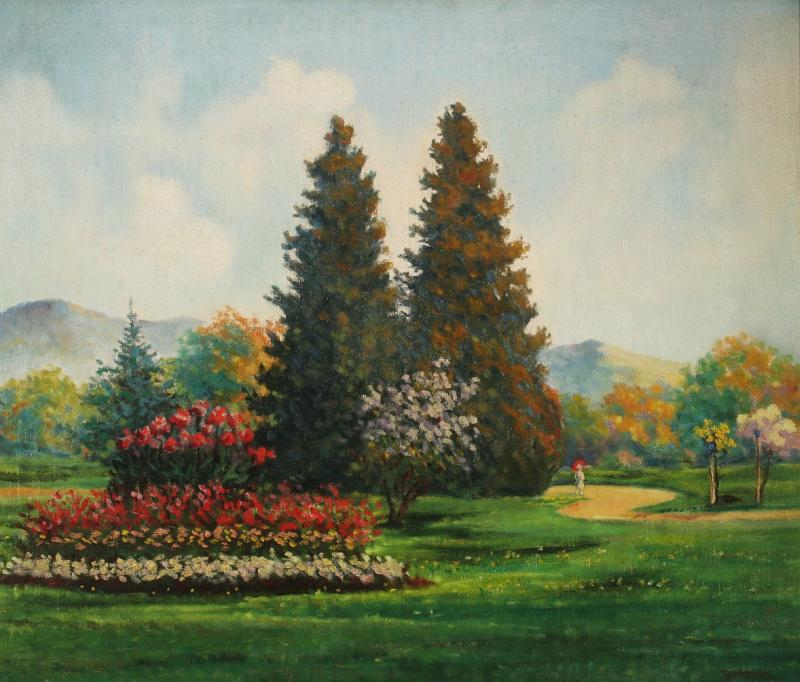
Park Nagybányán

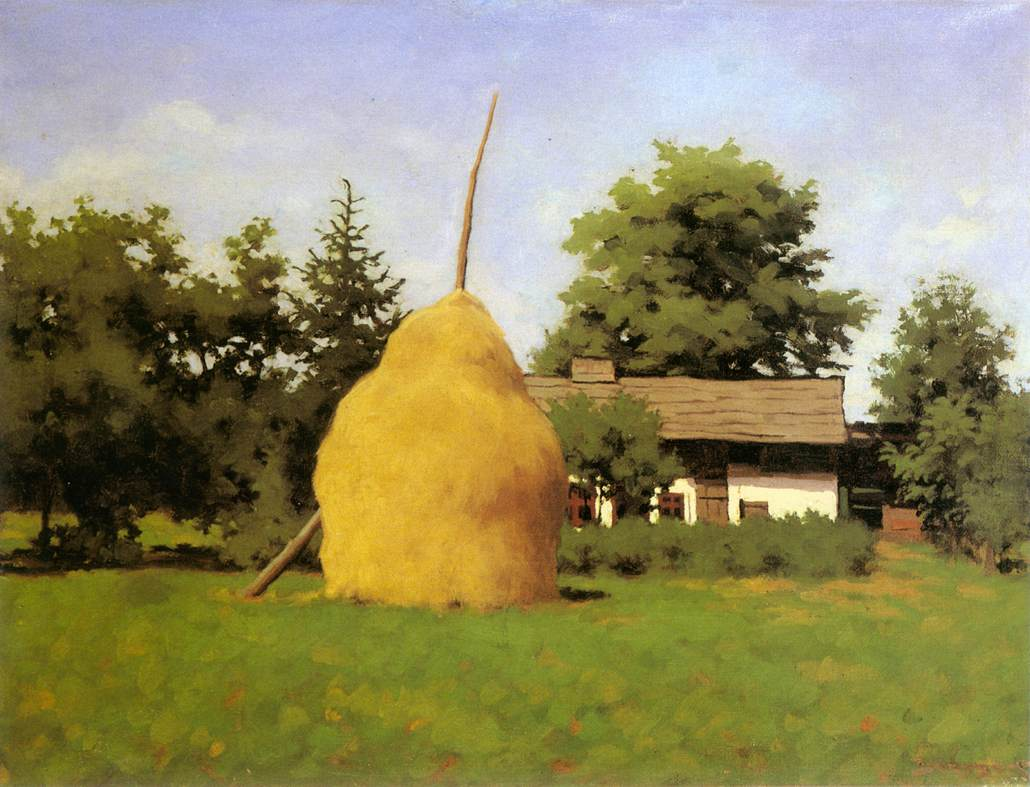
Tanyaház

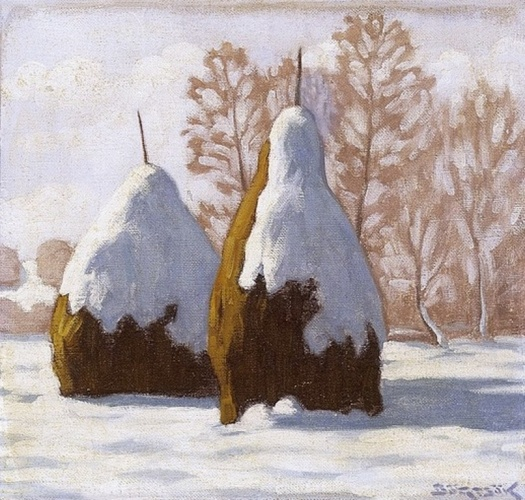
Két nagybányai kazal

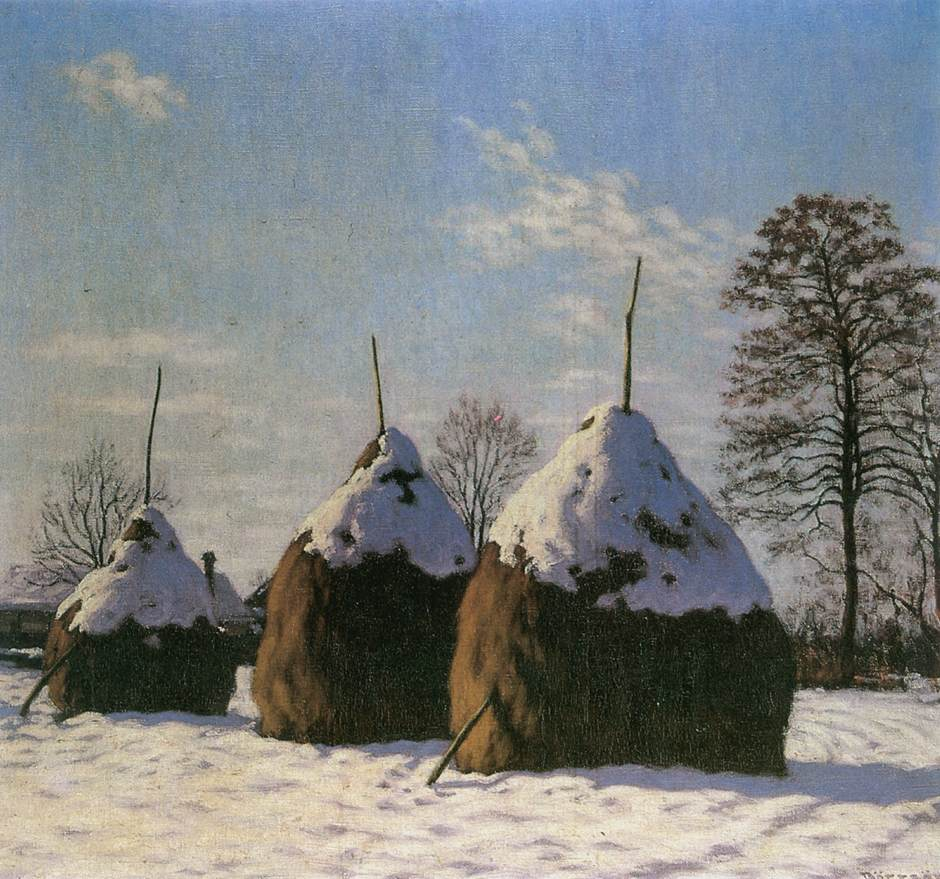
Szénaboglyák

Börtsök Samu (Tápiószele, 1881. március 15. – Budapest, 1931. június 19.)  magyar festőművész, tájképfestő, a nagybányai művésztelep második nemzedékének alkotója, 1911-től a Nagybányai Festők Társaságának alelnöke (NFT), majd 1927-től a Nagybányai Szépművészeti Iskola egyik vezetőjeként sokat tett a nagybányai művészkolónia életben maradásáért.

## Életpályája
Jogi tanulmányait megszakítva 1902-ben a nagybányai festőiskolában Réti István tanítványa lett. 1905 telén Budapesten, Ferenczy Károly magániskolájában dolgozott. 1906-ban rövid tanulmányutat tett Párizsban, Bécsben és Münchenben. 1908-tól Nagybányán telepedett le, ettől kezdve itt élt és alkotott. Az elsők között kapott a művésztelepen saját műtermet. 1911-től a Nagybányai Festők Társaságának alelnöke, illetve ügyvezető elnöke lett. 1912-ben Réti Istvánnal együtt szerkesztette a nagybányai festők jubiláris kiállításának katalógusát.
Réti István felkérésére 1922-ben összegyűjtötte a nagybányai művésztelep művészeinek életrajzi adatait. 1925-től a festőiskola tanára volt. Egy fiatalkori lovasbaleset utóhatásai miatt sokat betegeskedett. Halála előtt röviddel, az 1930-as évek elején költözött Budapestre magának és családjának jobb sorsot remélve, a csalódástól megóvta 1931-ben bekövetkezett halála. Ötvenedik életévének betöltése után tüdőbaj okozta halálát. A főváros díszsírhelyet biztosított neki a Farkasréti temetőben, s ravatalára ráborították a Munkácsy-leplet.

## Művészi pályája
Az alakos ábrázoláshoz is volt tehetsége, kitűnő fejtanulmányokat készített a Szabadiskolában, de főleg tájképeket festett, csak néhány alaktanulmánya, illetve csendélete ismert. Munkássága alatt mindvégig megőrizte a nagybányai plein air hagyományait. Saját szavai szerint a „természet vasárnapját” kívánta megfesteni, s a természet szemlélésének ünnepélyességét megörökíteni. Korai munkái Hollósy Simon hatásáról árulkodnak, későbbi munkássága főként Szinyei Merse Pál munkáinak tanulmányozására utal. Műveinek gyakran visszatérő motívuma a szénaboglya.
Festményeivel 1907-től szerepelt kiállításokon. A nagybányai festők 1912-es jubileumi kiállításán Havas boglyák című festményével vett részt. Az első világháború alatt Pesten kiállított képeiért megdicsérte többször is Szinyei Merse Pál,  Börtsök számára buzdítást jelentettek a Nagymester szavai, annál jobban fájt neki Ferenczy Károly néhány fanyar, kíméletlen kritikája. Önálló kiállításai voltak 1925-ben és 1931-ben Kolozsvárott. Számos festménye magántulajdonba került, művei egy részét a Magyar Nemzeti Galéria őrzi.

## Ismertebb művei
- Tanyaház (Olaj, vászon 64×49 cm, Magyar Nemzeti Galéria, Budapest)
- Házikó (Olaj, vászon 47×48 cm, magántulajdonban)
- Két nagybányai kazal (Olaj, vászon, 37×38 cm, Kieselbach Galéria)
- Szénaboglyák (1910) (Olaj, vászon, 92×100,2 cm Magyar Nemzeti Galéria, Budapest)
- Márciusi napsütés (1912)
- Nyári reggel (1912)
- Vizes árok (1914)
- Nagybánya télen (1914)
- Havas boglyák (1914)
- Kora tavasz (1916)
- Havas boglya (1917)